# Austrolimnophila mantissa
Austrolimnophila mantissa är en tvåvingeart som beskrevs av Alexander 1966. Austrolimnophila mantissa ingår i släktet Austrolimnophila och familjen småharkrankar.
Artens utbredningsområde är Peru. Inga underarter finns listade i Catalogue of Life.